# Arthropogon piptostachyus
Arthropogon piptostachyus är en gräsart som först beskrevs av August Heinrich Rudolf Grisebach, och fick sitt nu gällande namn av Pilg.. Arthropogon piptostachyus ingår i släktet Arthropogon och familjen gräs. Inga underarter finns listade i Catalogue of Life.